# خرچنگ‌های گیسوانگشتی
خرچنگ‌های گیسوانگشتی (نام علمی: Trichodactylidae) نام یک خانواده از خرچنگ‌ها است که بالاخانواده خودش را به نام گیسوانگشت‌واران (Trichodactyloidea) دارد.